# El Correo Español
El Correo Español è stato un giornale spagnolo carlista, fondato nel 1888 dal giornalista Luis María de Llauder come un organo della Comunione Tradizionalista e pubblicato fino al 1921. Fu promosso, tra gli altri, da Enrique de Aguilera y Gamboa, marchese di Cerralbo. Dopo la scissione integralista, il giornale ebbe un ruolo molto importante nella riorganizzazione del carlismo.